# Luganville
Luganville – miasto na Vanuatu, położone na wyspie Espiritu Santo, stolica prowincji Sanma. Drugie, po stolicy Port Vila, miasto pod względem liczby ludności miasto kraju. Według danych szacunkowych na rok 2010 liczy 13 799 mieszkańców. W 1980 stolica nieuznawanego państwa Vemerany.